# COR Sitzmöbel
Die COR Sitzmöbel Helmut Lübke GmbH & Co. KG ist ein Möbelunternehmen aus Rheda-Wiedenbrück in Ostwestfalen. Es ist ein Schwesterunternehmen der Firma Interlübke.

## Unternehmensgeschichte
Helmut Lübke gründete das Unternehmen 1954 in Rheda unter Beteiligung von Moritz-Casimir zu Bentheim-Tecklenburg und begann 1955 Polstermöbel zu produzieren. Das Produktprogramm ist vor allem auf Sitz- und Polstermöbel ausgerichtet. Die Möbel werden in Rheda-Wiedenbrück produziert. In den 1980er Jahren zog sich Bentheim-Tecklenburg aus dem Unternehmen zurück. Im Jahr 1994 übergab Lübke die Unternehmensleitung an seinen Sohn Leo Lübke. Die Schwesterfirma Interlübke produziert ausschließlich Wohn- und Schlafraummöbel. Beide Familienunternehmen führen ihre Geschäfte getrennt voneinander. Daher war Cor Sitzmöbel von der vorübergehenden Insolvenz der Firma Interlübke im Jahr 2012 nicht betroffen.

## Gestalter und Produkte
Seit den 1950er Jahren arbeitet das Unternehmen mit freien Gestaltern zusammen. Für die Sitzmöbel sind Funktionselemente, die sich frei bewegen lassen, prägend.
1963 entwickelte Friedrich-Wilhelm Möller zusammen mit Cor ein Sofa-Konzept unter dem Namen "Conseta" (lateinisch: con sedere = zusammensitzen). 1964 wurde es auf den Markt gebracht und wird bis heute gebaut. Die Gestaltung ist gradlinig mit leicht gewölbten Sitzpolstern. Das Modulsystem kann zu einer Vielzahl von Kombinationen verkettet werden. "Conseta" gilt als „Design-Klassiker“.
Im Jahr 1969 begann das Unternehmen mit dem Designer Peter Maly zu kooperieren, 1970 mit Luigi Colani. 1972 entwarf die Schweizer Designwerkstatt team form ag für Cor die Sitzlandschaft "Trio". Sie ging 1994 in eine zweite Auflage und im Jahr 2015 in eine dritte. Im Januar 2016 wurde sie vom deutschen Rat für Formgebung prämiert. Hartmut Esslinger und sein Team von Frog design schufen im Jahr 1989 das Büromöbelsystem "COR project". 1994 entwarf Simon Desanta den faltbaren Sessel "Faltschwinger", der aufgrund seiner Handlichkeit und Form mehrfach ausgezeichnet wurde.

## Auszeichnungen (Auswahl)
- 2000: Good Design Award, The Chicago Athenaeum Museum of Architecture and Design, für den Sessel "Circum" (Designer: Peter Maly)[7]
- 2004: Interior Innovation Award auf der imm cologne in der Kategorie „best of the best“ für die Wiederauflage von "Conseta"
- 2009: Designpreis der Bundesrepublik Deutschland Silber für die Sitzgruppe "Lava"[8]
- 2010: Red Dot Design Award in der Kategorie Produktdesign für das Polstermöbel-Programm "Jalis" (Designer: Markus Jehs und Jürgen Laub)
- 2013: Interior Innovation Award zur imm cologne in der Kategorie „best classic“ für den Sessel "Shrimp"
- 2016: "Iconic awards 2016: Interior Innovation - Best of Best" Rat für Formgebung für die Sitzlandschaft "Trio"

## Unternehmenspublikationen
- Sigrun Albert: Home is where the heart is. Warum wir wohnen, wie wir wohnen. Eine Hommage zum 50-jährigen Jubiläum von COR. Hrsg.: COR-Sitzmöbel Helmut Lübke GmbH & Co. KG., av-Edition, ISBN 978-3-89986-030-6.